# McDonald's Burnie Men's International 2006
Il McDonald's Burnie Men's International 2006 è stato un torneo di tennis facente parte della categoria ATP Challenger Series nell'ambito dell'ATP Challenger Series 2006. Il torneo si è giocato a Burnie in Australia dal 6 al 12 febbraio 2006 su campi in cemento.

## Vincitori

### Singolare
Konstantinos Economidis ha battuto in finale  Alun Jones con il punteggio di 6–4, 6–2

### Doppio
Luke Bourgeois /  Lu Yen-hsun hanno battuto in finale  Raphael Durek /  Alun Jones con il punteggio di 6–3, 6–2